# ビイック
ビイック株式会社は地盤調査機器（表面波探査試験機）や動的耐震計測機器の開発・製造・販売業務および、それらの機械を用いた地盤調査、建造物の動的耐震診断業務を行う企業である。

## 地盤調査
地盤調査の表面波探査試験方法を開発。これは起振機で地盤に表面波（レイリー波）を発生させ、表面波が伝わる速度を解析することで地盤の硬さや地層構成を調査する試験方法である。主に小規模建築物の地耐力調査に用いられる。本技術は1997年3月に一般財団法人先端建設技術センターの技術審査証明を取得した。

## 動的耐震計測
小型の起振機を用いて建物に微弱な振動を与え、建物の挙動を計測して建物の剛性を推定する試験方法を業務とする。

## 概要
- 沿革 : 1975年4月創立
- 創設者 : 代表取締役会長 佐藤長範
- 代表者 : 代表取締役社長 佐藤和森
- 本社所在地 :  東京都文京区本駒込6-20-4